# Karoline Krüger
Karoline Krüger (Bergen, 13 de febrero de 1970) es una cantante, compositora y pianista noruega. Conocida por su participación en el Festival de la Canción de Eurovisión 1988.
Su primera aparición televisiva fue con 11 años de edad, en un programa juvenil llamado Halvsju. En 1988 participó en la preselección noruega, el Melodi Grand Prix, con la canción "For vår jord" (Para nuestra Tierra). Consiguiendo ser la elegida para participar en el Festival de Eurovisión que se celebró aquel año en Dublín, y donde acabó quinta. Ese mismo año lanzó su álbum de debut llamado Fasetter.
Contrajo matrimonio con otro cantante noruego, Sigvart Dagsland.

## Discografía

### Álbumes
- Fasetter (1988)
- En gang i alles liv (1991)
- Fuglehjerte (1993)
- Den andre historien (1996)
- Sirkeldans (1999)
- De to stemmer (2004)

### Sencillo
- You Call It Love (1988)